# دنیس راس (بازیکن فوتبال)
دنیس راس (انگلیسی: Dennis Russ؛ زادهٔ ۵ ژوئن ۱۹۹۲) بازیکن فوتبال اهل آلمان است.
از باشگاه‌هایی که در آن بازی کرده‌است می‌توان به باشگاه فوتبال وورتسبورگ کیکرز اشاره کرد.